# イリノイ州の歴史
イリノイ州の歴史（英:History of Illinois）では、アメリカ合衆国イリノイ州となった地域の、主に19世紀以降について概説する。

## インディアンの時代
コロンブスが上陸する以前のミシシッピ文化の都市中心であったカホキアは、現在のイリノイ州コリンズビル近くにあった。このインディアン文明は1400年から1500年頃に、よく分からない理由で衰退した。この地域における次の大きな勢力は幾つかの部族が政治的な同盟を結んだイリニウェク連邦、またはイリニ連邦（イリニ族）だった。この連邦の名前がイリノイという名前の元になった。
イリニ族は1667年に、スペリオル湖のラ・ポインテでフランスの聖職者アルエと交易をしたのが白人との接触の始まりだった。そのころのイリニウェク（イリノイ）は、カスカスキア、カホキア、ピオリア、タマロア、モイングエナ、ミシガミア、アルビウイ、アモノコア、チェポウッサ、チンコア、コイラコインタノン、エスペミンキア、マロア、マッチンコア、ミシボウサ、ネガウィッチ、タポウアラのバンドに分かれ、ミシシッピ川やイリノイ川流域に集落を形成していた。
1682年、東部から白人入植者に追いやられたイロコイ連邦が押し寄せ、土地を巡ってイリニ族との争いがおこり、ポタワトミ族、マイアミ族、ソーク族とフォックス族、キカプー族がイリニウェク連邦を追い出して入れ替わり、1800年には、イリニ族はわずか150人に減ってしまった。

## ヨーロッパ人による探検
フランス人宣教師ジャック・マルケット神父とフランス系カナダ人探検家ルイ・ジョリエが1673年にミシシッピ川とイリノイ川を探検した。その結果として、イリノイはフランス植民地帝国の一部となり、1763年にイギリスの手に渡った。さらにこの地域は1783年に新生アメリカ合衆国に譲渡され、北西部領土の一部となった。

## 1800年代
| イリノイ州 年代ごとの人口推移 |              |
| 年                            | 人口         |
| 1800年                        | 2,458人      |
| 1810年                        | 12,282人     |
| 1820年                        | 55,211人     |
| 1830年                        | 157,445人    |
| 1840年                        | 476,183人    |
| 1850年                        | 851,470人    |
| 1860年                        | 1,711,951人  |
| 1870年                        | 2,539,891人  |
| 1880年                        | 3,077,871人  |
| 1890年                        | 3,826,352人  |
| 1900年                        | 4,821,550人  |
| 1910年                        | 5,638,591人  |
| 1920年                        | 6,485,280人  |
| 1930年                        | 7,630,654人  |
| 1940年                        | 7,897,241人  |
| 1950年                        | 8,712,176人  |
| 1960年                        | 10,081,158人 |
| 1970年                        | 11,113,976人 |
| 1980年                        | 11,426,518人 |
| 1990年                        | 11,430,602人 |
| 2000年                        | 12,419,293人 |

イリノイ・ワバシュ会社がイリノイの土地の初期所有権主張者だった。1809年2月3日にイリノイ準州が創設された。1818年、イリノイはアメリカ合衆国21番目の州に昇格した。初期の開拓は州の南部から始まり、直ぐに北部へ拡張してインディアンを追い出していった。1832年、イリニ族がアイオワから戻ってきたが、民兵との戦い（ブラック・ホーク戦争）の結果、西方へ追い出された。
イリノイ州は「エイブラハム・リンカーンの土地」と呼ばれ、これは第16代大統領（リンカーン）が公的な生活を営んだ地だからである。シカゴは1848年以降湖と運河の港として著名度を上げ、その後、鉄道の中継点となった。1857年までに、シカゴは州でも有数の大都市となった。

### モルモン教とノーブー
1839年、末日聖徒イエス・キリスト教会員、すなわちモルモン教徒あるいはLDSがミズーリ州での迫害を逃れてイリノイに入り、小さな町を購入してノーブーと改名した。この町はミシシッピ川の有名な屈曲部にあり、直ぐに人口が12,000人まで成長して、しばらくの間はイリノイ州での最大都市を競った。ある意味では神政政治だったが、民主的な選挙も行った。モルモン教徒は1つの塊で投票するという事実、また孤立し独立した非モルモン教農夫に対抗して集団で行動することに価値を見出していたので、近くに住む非モルモン教徒の多くは疑いを持ち嫉妬を抱くようになった。1840年代初期までに、モルモン教徒はノーブーに大規模な石造りの教会を建てたが、これは当時のイリノイ州では最大級の建物となり、1846年に完工した。1844年にジョセフ・スミス・ジュニアはイリノイ州の司法制度の保護下に置かれ、トマス・フォード知事からの安全の保証があったにも拘わらず、スミスがカーシッジ近くで暗殺された。1846年、ブリガム・ヤングに指導されたモルモン教徒はイリノイ州を離れ、後にユタ州となる地域に入ったが、当時はまだメキシコ領だった。ノーブーには少数の離脱者が残ったが、ノーブーの町は大部分放棄された。上述の教会は1846年に完工したが、ほんの数ヶ月使われただけで、モルモン教徒が出て行く時に売却された。数年後にイカリア人夢想家集団がノーブーにやってきたが、結局解体された。今日のノーブーには1840年代に建てられた建物の多くを修復している。

## 南北戦争
南北戦争の間、イリノイ州からは25万名以上の兵士が北軍で従軍し、これはニューヨーク州、ペンシルベニア州およびオハイオ州に次いで4番目に多い州となった。リンカーン大統領が行った最初の軍隊召集呼びかけに始まり、戦争中も徴兵が続き、150個連隊を立ち上げた。連隊の通し番号は第7から第156とされた。17個騎兵連隊と2個軽装砲兵連隊も編成された。
戦争の間を通して、共和党がリチャード・イェーツ知事の指導力下で支配を続けた。

## 20世紀
20世紀に入ると、イリノイ州は合衆国でも最も重要な州の一つとして頭角を現した。エドワード・F・ダンはシカゴの民主党員であり、進歩主義運動の指導者として1913年から1917年まで知事を務めた。その後を継いだフランク・ロードンは戦争協力を進め、1920年には共和党の有力大統領候補者になった。
民主党のアドレー・スティーブンソンは1948年から1952年まで知事を務めた。ウィリアム・G・ストラットンは1950年代の共和党が支配的な時代を率いた。1960年にオットー・カーナー・ジュニアが民主党に権力を取り戻した。カーナーは経済発展、教育、精神医療、および職業や住宅の機会均等を進めた。1973年の連邦裁判所判決で、カーナーは知事時代の17件の収賄とその他の容疑で有罪を宣告され、刑務所に入った。共和党のリチャード・オジルビーが1968年の知事選で勝利した。州議会での共和党の圧倒的多数に支持されたオジルビーは州政府の大きな近代化に取り掛かった。州憲法制定会議を提唱して成功し、社会的支出を増やし、またイリノイ州では初めて所得税を導入した。所得税は選挙民の間で特に不評であり、控えめなオジルビーは1972年の知事選で華やかな民主党のダン・ウォーカーに接戦の末敗れた。1970年の新しい州憲法は、新しく書き直されたものとなり、選挙民に承認された。それは州政府を近代化し、政治制度を硬直化させていた3人選挙区の仕組みを終わらせた。
ウォーカーはオジルビーが法制化した所得税を撤廃せず。民主党マシーンと共和党の間に不和を起こしたので、その任期の間、イリノイ州議会でほとんど何もできなかった。1987年、ウォーカーはその知事職には関係なく会社犯罪で有罪を宣告された。1976年の知事選では、シカゴの共和党検事ジム・トンプソンが65%の得票率でマイケル・ハウレットに勝利した。トンプソンは1978年にも60%の得票率で州警察本部長マイケル・バカリスを破って再選された。1982年には元アメリカ合衆国上院議員アドレー・スティーブンソン3世との接戦で三選され、1986年には同じ組み合わせで大勝して四選された。
トンプソンの後継者は共和党のジム・エドガーであり、1990年の知事選で民主党の対抗馬、検事総長のニール・ハーティガンを接戦で破って当選し、1994年には別の民主党候補者、州会計監査役で元州上院議員のドーン・クラーク・ネッチュを大差で破って再選された。1992年と1994年の選挙で、共和党は州議会両院を制し、州の役職も固めることに成功したので、エドガーに大変強い政治的立場を与えた。エドガーは州政府雇員、経費支出および福利厚生費の削減に並行して教育予算の増加を提唱した。エドガーの後任はやはり共和党のジョージ・H・ライアンとなった。ライアンは「イリノイ・ファースト」と呼ばれるイリノイ州高速道路体系の広範な修繕のために動いた。ファースト(FIRST)は「公共施設、道路、学校および運送のための予算」の頭文字を集めたものだった。1999年5月に署名して法律化され、学校や輸送計画に使われる63億ドルの予算を創出した。様々なマッチングファンドとも組み合わせて、イリノイ・ファーストは22億ドルを学校に、41億ドルを公共輸送に、41億ドルを道路に、また16億ドルを他の計画に充てた。2003年1月、ブライアンは死刑が公平に管理できないという信念に基づき、イリノイ州で死刑になる順番を待っていた全ての者、167名の判決を減刑したことで全米の注目を集めた。ライアンの任期はスキャンダルで彩られ、2005年時点でライアン自身が公判中である。
イリノイ州は2000年国勢調査で50州のうち5番目に多い人口を抱えている。シカゴは人口では全米で3番目に多い都市である。

### 21世紀
2002年に選ばれたロッド・ブラゴエビッチは四半世紀振りの民主党知事となった。イリノイ州は国政でも州政でも選挙で急速に民主党に傾いてきた。2002年の選挙以降、民主党は下院、上院および1つを除いて全ての州役職を支配した。ブラゴエビッチは倫理改革、死刑制度改革、勤労所得税信託およびキッドケアやファミリーケアのような健康維持プログラムの拡張といった多くの進歩的法制に署名した。2005年には、雇用、住宅、公共施設および信託について性別をもとにした差別を禁じる法律に署名した。ブラゴエビッチの任期での他の顕著な行動は、新しく厳格な倫理法、およびバラック・オバマが州上院議員の職務としておよび故上院議員ポール・M・サイモンとで書かれた死刑制度改革法案があった。年度予算の引き締めにも拘らず、ブラゴエビッチは一般売上税や所得税を上げることなく、毎年教育と健康管理の予算増加を指導してきた。ブラゴエビッチは義父で強力なシカゴ市会議員リチャード・メルと反目してきた。州予算を平衡させるために敵対者が「トリック」と呼ぶやり方を用いたことで批判を浴びてきた。共和党もブラゴエビッチは平衡した予算という借り物で次の世代に州財政問題を先送りしているだけだと主張した。実際に2005年州予算は州の失業保険予算12億ドルが不足することで支払が滞り、教育者達の間に反発が起こった。
ブラゴエビッチはあまりに急速に州政府の役割を拡大させたことで批判を浴びている。2005年10月、州は医療費で14億ドルが未払いとなっており、さらに11月、2つの新しい政府機関を創出して児童健康保険法案に署名したが、州内全ての子供に手頃な価格で包括的健康保険を提供する義務が生じた。
2022年7月4日、シカゴ北郊のハイランド・パークで銃乱射事件（ハイランド・パーク銃乱射事件 (2022年)）が発生。新型コロナウイスル感染症により中断されていた独立記念日を祝うパレードの列に対し、男が銃を乱射して7人が死亡、39人が負傷したもの。この事件を受けて、近隣の市町では独立記念日を祝うイベントを中止するところも出た。

## 著名なイリノイ州の人物
1940年以前の人物の大半は公共事業促進局のガイドから選出した。イリノイ州出身の著名人物リストを下記に示す。

### 一次史料
- Johnson, Walter. Governor of Illinois 1949-1953 (Papers of Adlai E. Stevenson, Volume 3) (1973), primary documents.
- Peck, J. M. A Gazetteer of Illinois (1837), a primary source online
- Quaife, Milo Milton ed. Growing Up with Southern Illinois, 1820 to 1861: From the Memoirs of Daniel Harmon Brush (1944)
- Sutton, Robert P. ed. The Prairie State: A Documentary History of Illinois (1977).